# Naturalnie (album Natural Dread Killaz)
Naturalnie – debiutancki album polskiej grupy reggae Natural Dread Killaz wydany 30 maja 2005. Na płycie zagościli wykonawcy tacy jak: Junior Stress, Reggaenerator, One Man Army, Mad Mike, Ola Monola oraz Dredsquad. 

## Lista utworów
1. "Dub Y she"
2. "Uwierzyć w siebie"
3. "Dorasta"
4. "Biba!
5. "Good sensi"
6. "Sample intro"
7. "Sample"
8. "Obudź w sobie lwa"
9. "Dar"
10. "Junior"
11. "Muzykalna dzielnica"
12. "Wawele"
13. "Jungleman" (gościnnie Mr. Reggaenerator, One Man Army)
14. "Blades"
15. "Mafija" (gościnnie Junior Stress)
16. "TXT" (gościnnie Ola Monola, Mad Mike)
17. "Budzisz się rano" (gościnnie Dreadsquad)